# Nariz inclinable

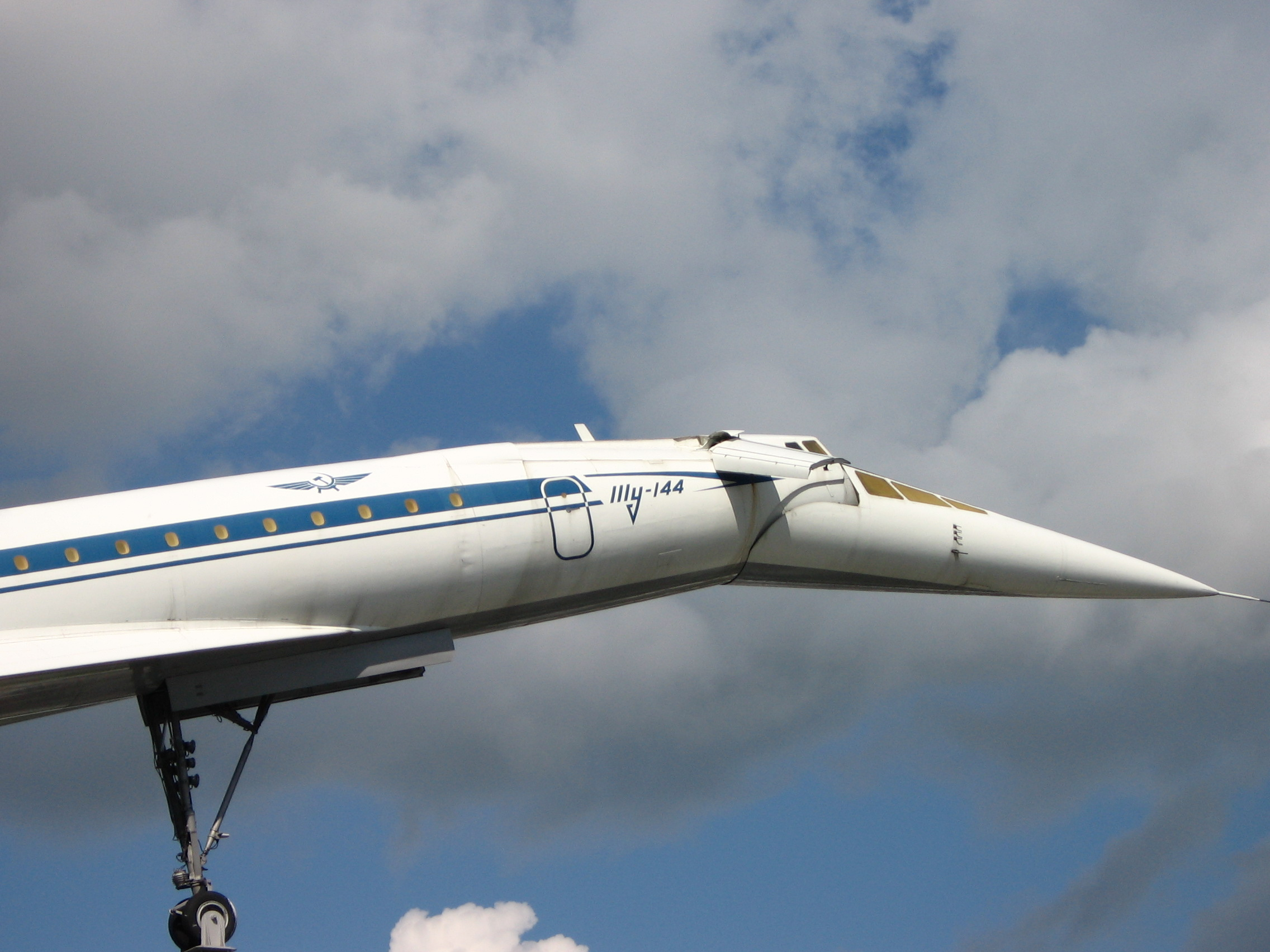
Vista lateral de la nariz inclinable del histórico avión supersónico de pasajeros soviético Túpolev Tu-144.

La nariz o el morro inclinable (en inglés: Droop nose o Drooped nose) fue una característica distintiva tanto del avión anglo-francés Concorde como de su contraparte soviético Túpolev Tu-144, los cuales fueron las dos primeras —y por ahora únicas— aeronaves supersónicas de pasajeros en haber volado.
Cuando estos aviones estuvieron en servicio activo (el Concorde lo hizo entre 21 de enero de 1976 y el 26 de noviembre de 2003), mientras que el Tu-144 lo hizo entre el 26 de diciembre de 1975 y el 1 de junio de 1978) los pilotos hacían descender la nariz de las mismas mediante el sistema hidráulico para mejorar notablemente la visibilidad de la pista durante las fases de carreteo, despegue y aterrizaje (Lo cual de otra forma hubiese sido muy difícil de realizar debido a lo puntiaguda y elevada que era la misma). No obstante, una vez en vuelo la nariz era elevada y el avión recuperaba su tradicional forma esbelta y aerodinámica.
El Concorde también tenía un visor móvil que se deslizaba hacia la nariz y fuera de ésta. Tanto la ventana de la nariz como aquel de visor de vidrio, que necesitaban poder soportar temperaturas de más de 100 °C durante los vuelos supersónicos, fueron fabricados por la empresa británica Triplex Safety Glass, subsidiaria del Pilkington Group Limited.
No obstante, la Administración Federal de Aviación de los Estados Unidos (Federal Aviation Administration, FAA), inicialmente declaró que tal visor obstaculizaba la visión de los pilotos, por lo que el instalado en los primeros cuatro prototipos del Concorde tuvo que ser rediseñado para que el avión pudiese efectivamente operar en los aeropuertos estadounidenses (De hecho era fundamental que la aeronave pudiese aterrizar en hacerlo, debido a que rutas como Londres-Washington D . C. y París-Nueva York eran las más convenientes y rentables).
Por su lado, en el diseño del Tu-144 el visor formaba parte del mismo morro y por lo tanto no era retráctil.

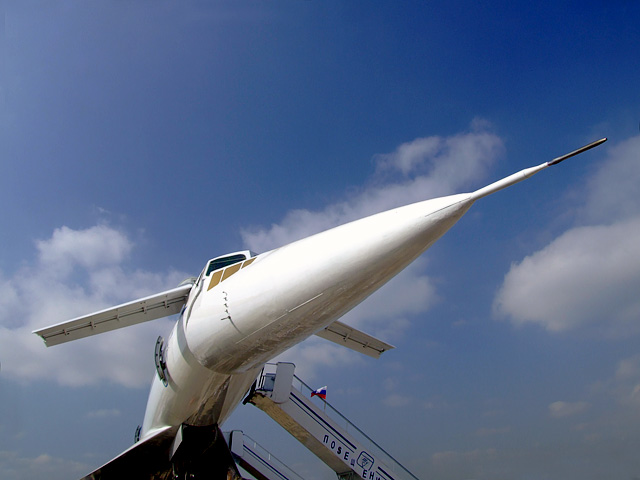
Imagen del morro del Tu-144, tomada en el año 2007 durante la exhibición aérea rusa MAKS. En esta foto pueden observarse con mayor detalle los canards o pequeñas alas delanteras.

Por su parte, el caza experimental británico Fairey Delta 2, el cual había volado por primera vez el 6 de octubre de 1954, también tenía una nariz inclinable (la cual era transportada sobre la cabina del piloto), por lo que fue convertido en el denominado BAC 221. Este sirvió como una plataforma de pruebas para experimentar el diseño (tridimensional) del ala Concorde. El morro inclinable del Concorde fue diseñada y fabricada por la empresa subcontratista Marshall Aerospace en la ciudad británica de Cambridge.
La nariz solo puede ser inclinada en uno de dos ángulos alternativos: 5 grados para las fases de carreteo y despegue y de 12,5 grados (máxima inclinación) para la etapa de aterrizaje, debido a que como el avión ya de por sí estaba inclinado durante la misma, se requería que el morro estuviese en una posición más baja para que los pilotos pudiesen ver la pista a medida que realizaban la maniobra de aproximación final antes de aterrizar. Una vez aterrizado el avión la nariz era elevada hasta los 5 grados de inclinación, para evitar que la misma sufriese eventuales daños.
La nariz y el visor eran hidráulicamente operados, por medio de una pequeña palanca en la cabina de pilotaje, la cual se encuentra del lado del copiloto. También había un sistema de inclinación de respaldo si el principal fallaba (el cual era operado desde la consola central de la cabina) y como último recurso si ambos sistemas hidráulicos fallaban, se podía empujar una palanca en la cabina que liberaba las trabas mecánicas, permitiendo que la nariz cayese por efecto de la gravedad hacia la posición de 5 grados.

## En proyectos de aviones supersónicos futuros

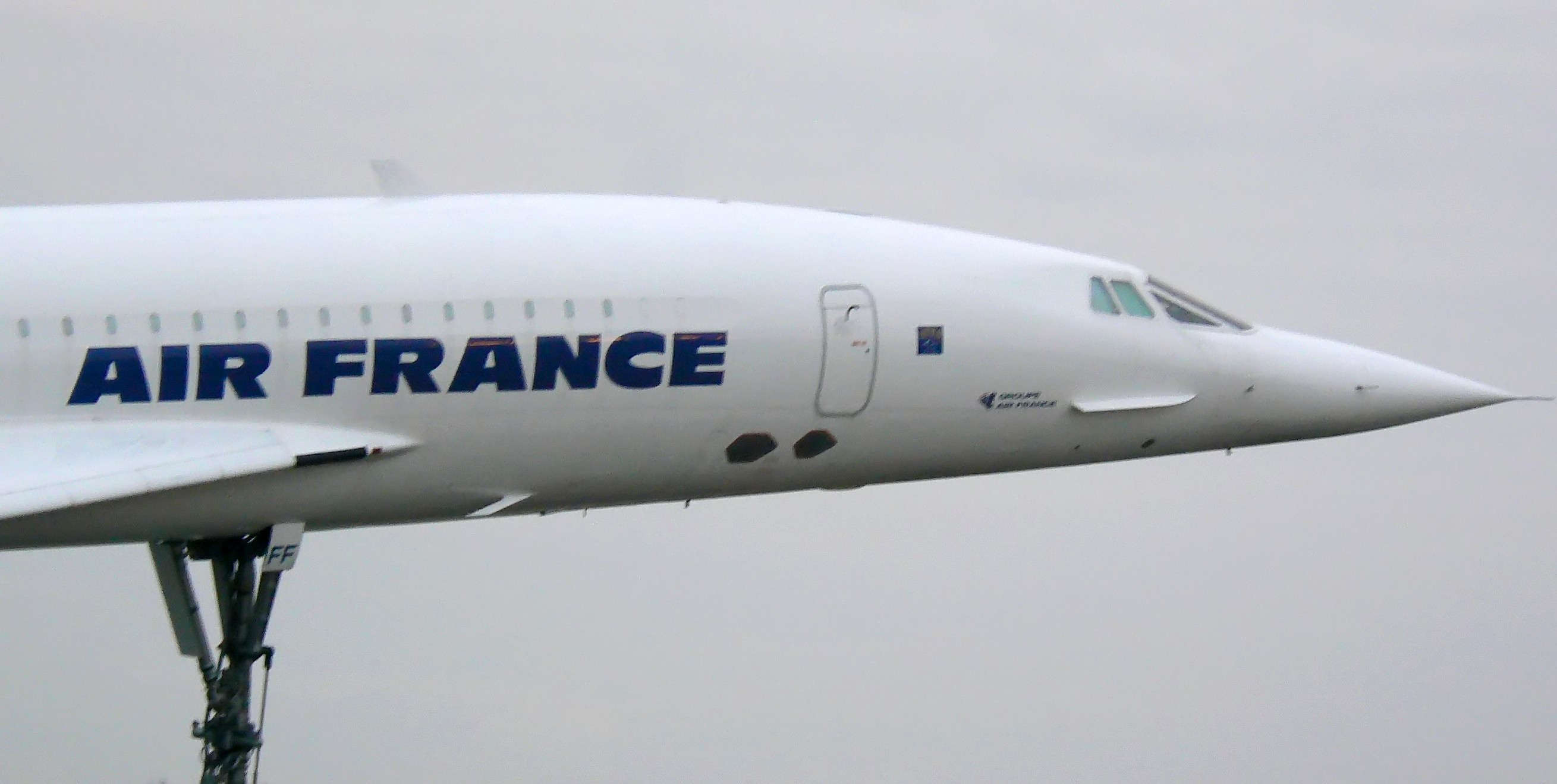
Nariz no inclinada de la aeronave anglofrancesa Concorde. Esa posición de máxima aerodinamia es la que naturalmente el avión adoptaba durante un vuelo supersónico nivelado a gran altura.

Durante los últimos años se han realizado algunos estudios preliminares relacionados al desarrollo de un eventual futuro avión supersónico de pasajeros como el HSCT (High Speed Civil Transport) proyectado en 1998 por la agencia espacial estadounidense (NASA), el cual tenía características similares a las de los anteriores proyectos norteamericanos Boeing 2707, Lockheed L-2000 y a las del también cancelado soviético-ruso Túpolev Tu-244 (cuyo desarrollo había sido cancelado en 1993, al poco tiempo de la disolución de la URSS). Una eventual aeronave de este tipo quizás alcanzaría una longitud de fuselaje de unos 90 metros —lo que lo convertiría en el más largo del mundo—, una envergadura alar de unos 40-45 m, una altura de unos 15 m, un peso máximo de despegue (MTOW) de unas 300-350 toneladas métricas, cuatro motores turborreactores (turbojet) con un empuje combinado de hasta unos 1 500 kilonewtons) o unos 150 000 kilogramos de fuerza (lo que lo haría el más potente), unos 10 000 km de autonomía de vuelo o radio de alcance y un anchura del fuselaje de unos cuatro metros que permitiría colocar seis asientos por fila en lugar de solo cuatro. No obstante, una eventual aeronave futurista como el HSCT no tendría una nariz inclinable, sino que durante las fases o etapas de despegue y aterrizaje los pilotos se ayudarían por medio de un sistema de videocámaras digitales. De tal forma se evitaría la complejidad y el peso adicionales derivados de montar un morro de aquel tipo, junto con el sistema hidráulico adicional específico necesario para poder hacerlo funcionar.

## Nota y referencias
1. ↑  La fecha recién citada corresponde a la primera vez que el Túpolev Tu-144. No obstante, ese avión supersónico recién transportó pasajeros por primera vez el 1° de noviembre de 1977, y solo lo hizo efímeramente durante 7 meses o, más precisamente, 212 días.
2. 1 2 3 4  (en) Flight International Droop nose, 12 de agosto de 1971, páginas 257-258.
3. ↑  (en) Flight International, Triplex in Concorde: The story behind the film, 1968.